# Teresa Meniru

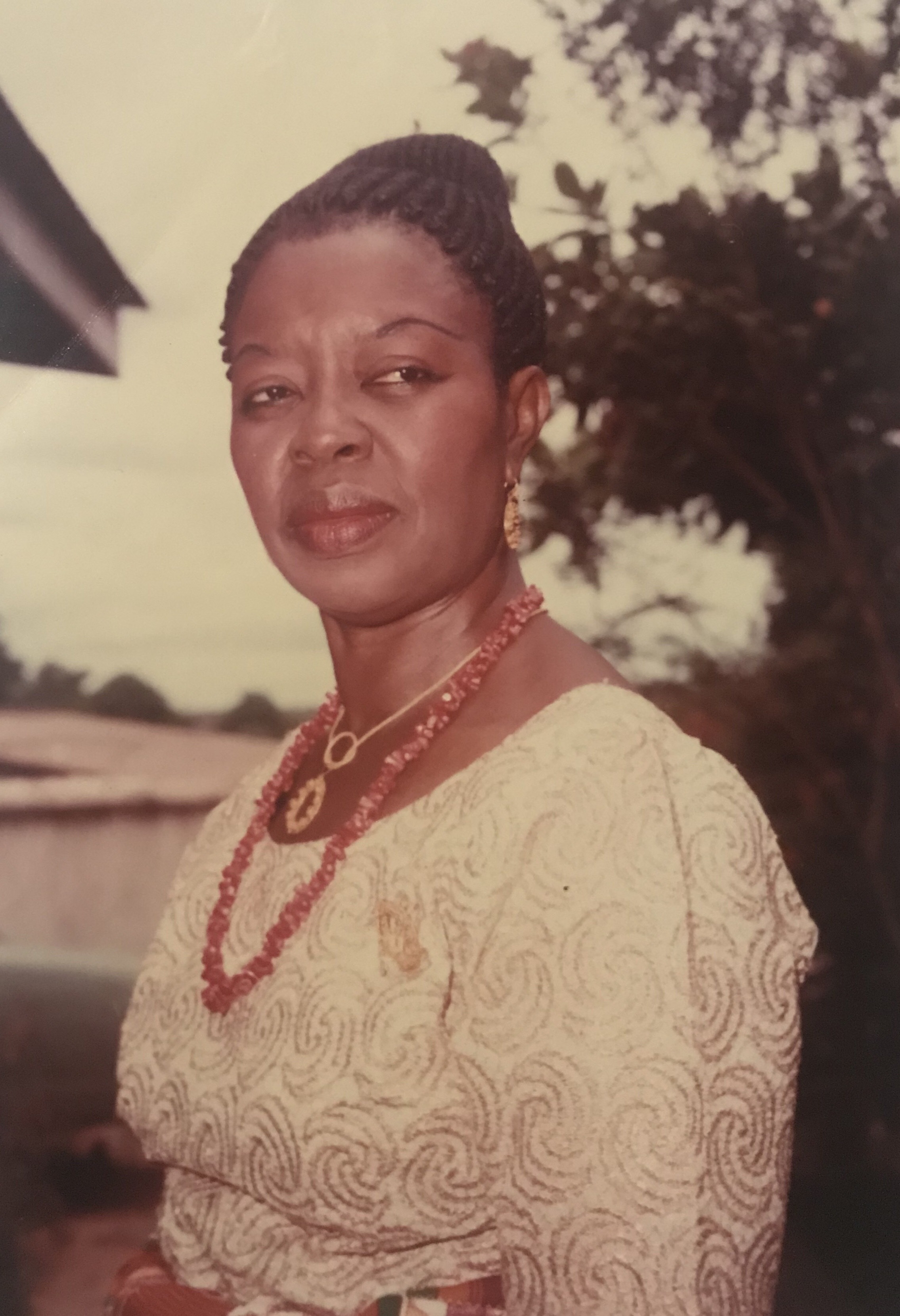
Teresa E. Meniru ở Enugu (lúc đó là bang Anambra). 1980.

Teresa Ekwutosi Agbomma Meniru (7 tháng 4 năm 1931 – 24 tháng 8 năm 1994)  là một nhà văn người Nigeria về văn học thiếu niên và truyện thiếu nhi. Meniru được sinh ra ở Ozubulu. Teresa đã kết hôn với Engr. Godwin Udegbunam Meniru cùng với cô có bốn trai và ba gái.
Công việc của cô liên quan đến các chủ đề khó khăn như lạm dụng trẻ em, bắt cóc, tình trạng phụ nữ ở Nigeria và gánh nặng của truyền thống. Meniru cũng đã viết về tác động của chiến tranh đối với phụ nữ, như trong cuốn sách của cô, The Last Card. Bài viết của Meniru là một phần của xu hướng trong văn bản Nigeria, "mở rộng phạm vi của văn học thiếu niên và thiếu niên châu Phi bằng cách giới thiệu các chủ đề và phương pháp tiếp cận có liên quan đến thời hậu thuộc địa".

## Công trình chọn lọc
- The Bad Fairy and the Caterpillar. Evans Bros. 1970. ISBN 9780237289225.
- The Melting Girl and Other Stories. Evans Bros. 1971. ISBN 9780237289270.
- Omalinze. Oxford University Press. 1971. OCLC 891419936.
- Unoma. Evans Bros. 1976. ISBN 9780237500795.
- Unoma at College. Evans Bros. 1981. ISBN 9780237506308.
- Drums of Joy. Macmillan Nigeria. 1982. ISBN 9789781325663.
- Foosteps in the Dark. Macmillan Nigeria. 1982. ISBN 9789781327117.
- Ibe the Cannon Boy. African Universities Press. 1987. ISBN 9789781481741.
- The Last Card. Macmillan Nigeria. 1987. ISBN 9789781327537.